# Montebourg
 Montebourg  ist eine französische Gemeinde mit 1951 Einwohnern (Stand 1. Januar 2022) im Département Manche in der Region Normandie. Sie gehört zum Arrondissement Cherbourg im Kanton Valognes.

## Geografie
Die Gemeinde Montebourg liegt auf der Halbinsel Cotentin, im Plain, auf halbem Weg zwischen Cherbourg und Carentan.
Nachbargemeinden von Montebourg sind Saint-Germain-de-Tournebut im Norden, Vaudreville im Nordosten, Saint-Floxel im Osten, Éroudeville im Süden und Saint-Cyr im Westen.
Montebourg wird von der vom Département Manche betriebenen Buslinie Manéo Nr. 1 angefahren (Buslinie Saint-Lô-Carentan-Valognes-Cherbourg). Die nächste Haltestelle auf der Bahnstrecke Paris-Cherbourg ist Valognes.

## Geschichte
Montebourg wird im elften Jahrhundert in den Akten der Herzöge Wilhelm und Robert Courteheuse erstmals erwähnt. In der zweiten Hälfte des elften Jahrhunderts gründete Wilhelm der Eroberer die Unserer Lieben Frau gewidmet Abtei. Montebourg war im Zweiten Weltkrieg heftig zwischen den US-Amerikanern und den Deutschen umkämpft. Die Stadt liegt in unmittelbarer Nähe des Invasionsstrandes Utah Beach, an dem am 6. Juni 1944 die Invasion stattgefunden hatte. Am 22. Juni 1944 sollte die 4. Division unter General Roosevelt die kleine Stadt besetzen, um nach Cherbourg vorzurücken. Erst als die deutsche Front in Barneville an der Westküste der Halbinsel Cotentin zusammenbrach, zog sich die Kampfgruppe Keil (919. Infanterie-Regiment) zurück. Eine stark zerstörte Stadt blieb zurück.

## Bevölkerung
| Jahr      | 1962 | 1968 | 1975 | 1982 | 1990 | 1999 | 2007 | 2018 |
| Einwohner | 1827 | 2026 | 2039 | 1956 | 2052 | 2022 | 2084 | 2100 |

Die Bevölkerungsdichte beträgt 370,5 Einwohner/km² und 53,2 % der Bevölkerung sind Frauen und 46,8 % Männer.
Die Bewohner von Montebourg werden Montebourgeois und Montebourgeoises genannt.

## Sehenswürdigkeiten
- Abtei Sainte-Marie de Montebourg (11. Jahrhundert)
- Kirche Saint-Jacques (14. Jahrhundert)
- Statue von Jeanne d'Arc (Werk von Pierre Le Nordez 1814–1892)
- Park Alcide Guiffard

## Feste
Jedes Jahr findet der sogenannte „Chandeleur“-Markt, ehemals ein großer Viehmarkt, heute ein Volksfest, an Lichtmess Ende Januar/Anfang Februar statt.

## Gemeindepartnerschaften
- Walheim (seit 1972 Ortsteil von Aachen), Deutschland. Die Städtepartnerschaft wird auf französischer Seite von der Association d´Échanges Culturels et Sportifs Comité de Jumelage MONTEBOURG-WALHEIM und auf deutscher Seite vom Jumelage Komitee Aachen-Walheim-Montebourg e. V. gepflegt. Die Städtepartnerschaft wurde 1960 begründet und ist somit eine der ältesten deutsch-französischen Partnerschaften und die älteste der Stadt Aachen.
- Sturminster Newton, Dorset, England
- Saint Saviour, Guernsey

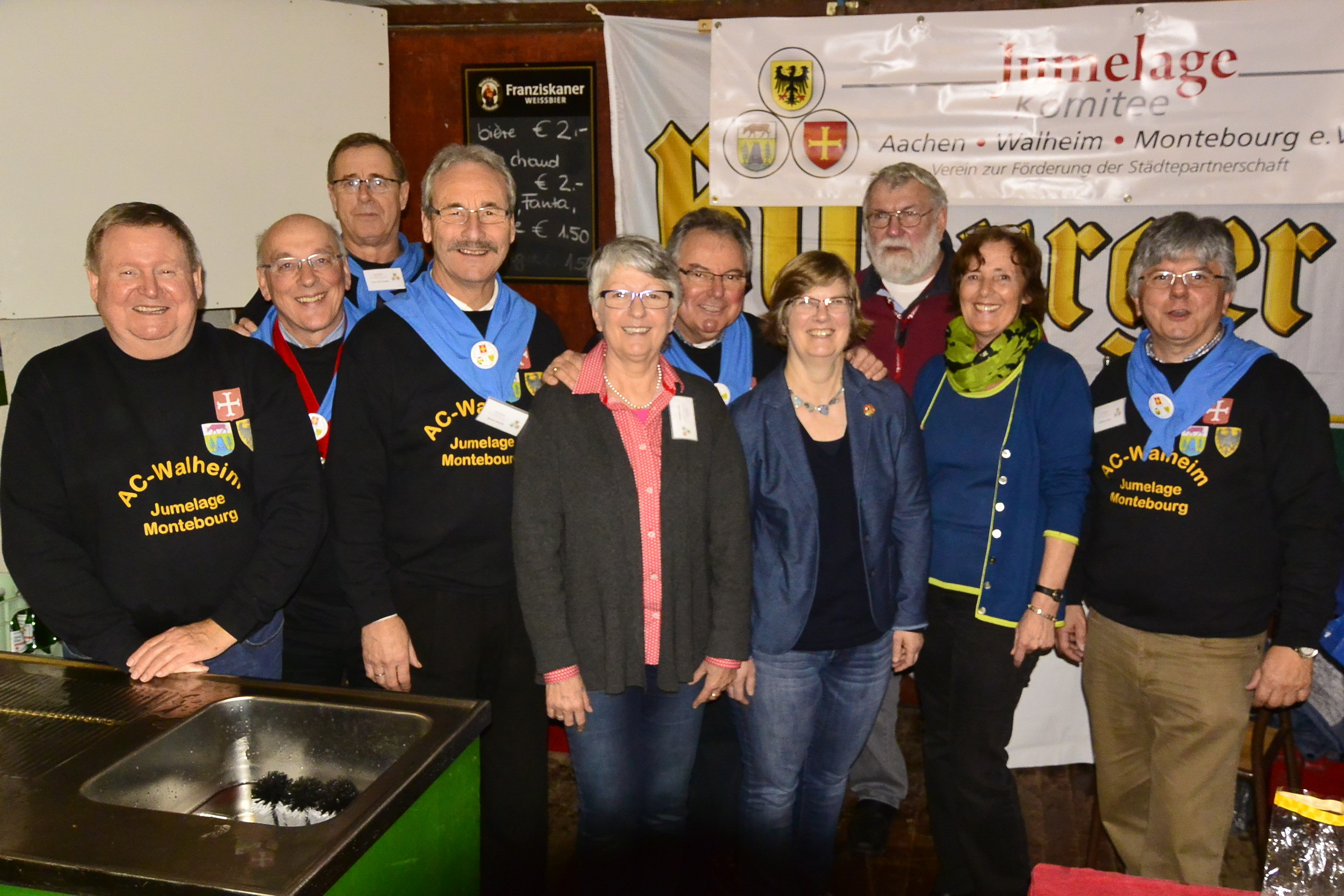
Jumelage Komitee Aachen-Walheim
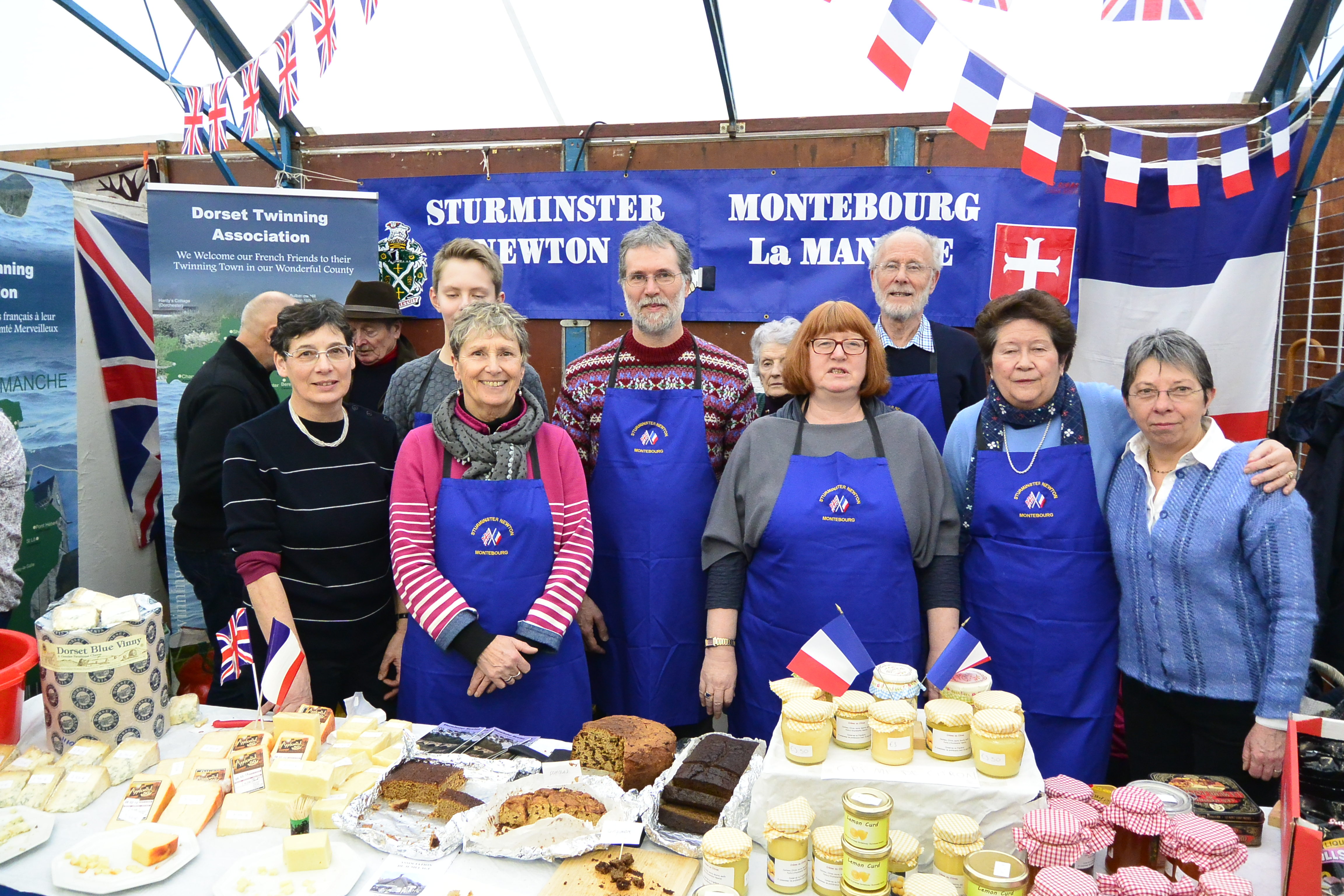
Jumelage Komitee Sturminster Newton
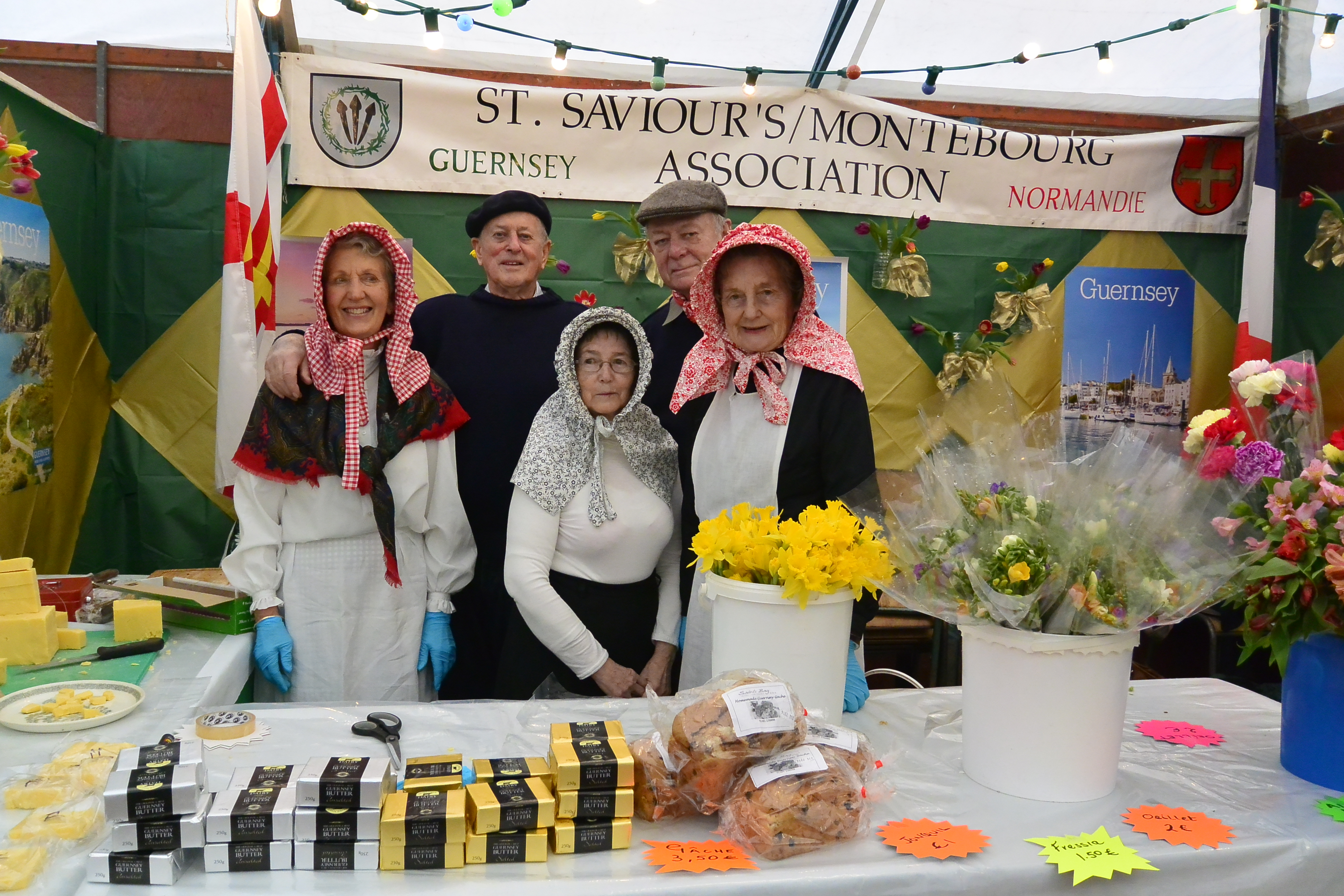
Jumelage Komitee Saint Saviour

## Sportvereine
- Amicale Sportive de Montebourg (Fußball)
- SAEL (Société des Amis des Ecoles Laïques de Montebourg) de Montebourg (Bogenschießen, Boxen, Tischtennis, Badminton..)

## Persönlichkeiten
- Albert Léon Marie Le Nordez (1844–1922), Geistlicher und Bischof von Dijon
- Edmond-Marie Poullain (1878–1957), französischer Magistrat, Maler, Graveur, Widerstandskämpfer
- Joseph Lecacheux (1880–1952), Abgeordneter Manche, Mitglied der ersten und zweiten Nationalen Konstituierenden Versammlung
- Arsène Lefillâtre (1888–1966), Kommunalpolitiker und Namensgeber der Grundschule
- Jean-Magloire Dorange (1911–1941), Widerstandskämpfer
- Pierre Devouassoud (1921–1941), Widerstandskämpfer

## Nachweise
1. ↑  Karte von Manéo (Memento vom 2. Februar 2014 im Internet Archive) (französisch)
2. ↑  Ereignisse und Bilder auf faehrtensucher.com (nicht mehr abrufbar).